# Zapasy na Letnich Igrzyskach Olimpijskich 1988 – kategoria do 62 kg w stylu klasycznym
Zmagania mężczyzn do 62 kg to jedna z dziesięciu męskich konkurencji w zapasach w stylu klasycznym rozgrywanych podczas Letnich Igrzysk Olimpijskich 1988. Pojedynki w tej kategorii wagowej odbyły się w dniach 18 – 20 września.

## Klasyfikacja[1]
| Pozycja | Nazwisko           | Kraj              |
| ------- | ------------------ | ----------------- |
| 1       | Kamandar Madżydow  | ZSRR              |
| 2       | Żiwko Wangełow     | Bułgaria          |
| 3       | An Dae-hyeon       | Korea Południowa  |
| 4       | Jenő Bódi          | Węgry             |
| 5       | Peter Behl         | RFN               |
| 6       | Ike Anderson       | Stany Zjednoczone |
| 7       | Gilles Jalabert    | Francja           |
| 8       | Hugo Dietsche      | Szwajcaria        |
| 9       | Ahad Dżawan Saleh  | Iran              |
| 9       | Mieczysław Tracz   | Polska            |
| 9       | Zeki Şahin         | Turcja            |
| 12      | Shigeki Nishiguchi | Japonia           |
| 13      | Jukka Loikas       | Finlandia         |
| 13      | Ibrahim Luksajri   | Maroko            |
| 15      | Carlos Fernández   | Hiszpania         |
| 15      | Hu Guohong         | Chiny             |
| 17      | Habib Lakhal       | Tunezja           |

## Zasady
Uczestnicy zostali podzieleni na dwie grupy. Zawodnik który przegrał dwie walki odpadł z dalszej rywalizacji.
- TF — Łopatki
- SO — Przewaga (12-14 punktów różnicy, pokonany bez punktów)
- ST — Przewaga (15 punktów różnicy, przewaga techniczna)
- PP — Na punkty (Pokonany zdobył punkty)
- PO — Na punkty (Pokonany bez punktów)
- P1 — Pasywność (Przy prowadzeniu różnicą 1-11 punktów)
- PA — Kontuzja
- DQ — Dyskwalifikacja/Walkower

## Wyniki

### Rundy eliminacyjne

#### Grupa A
| Liczba porażek | Zawodnik          | Wynik   | Czas/Punkty | Zawodnik          | Liczba porażek |         |
| Runda 1        | Runda 1           | Runda 1 | Runda 1     | Runda 1           | Runda 1        | Runda 1 |
| -------------- | ----------------- | ------- | ----------- | ----------------- | -------------- | ------- |
| 0              | Ike Anderson      | 3-1 PP  | 3-2         | Mieczysław Tracz  | 1              |         |
| 0              | Ibrahim Luksajri  | 3-1 PP  | 2-1         | Habib Lakhal      | 1              |         |
| 1              | Ahad Dżawan Saleh | 1-3 PP  | 3-8         | Kamandar Madżydow | 0              |         |
| 0              | An Dae-hyeon      | 3-0 P1  | 3:59        | Gilles Jalabert   | 1              |         |
| 0              | Hu Guohong        |         |             | Bez walki         |                |         |
| Runda 2        |                   |         |             |                   |                |         |
| 1              | Hu Guohong        | 0-3 P1  | 4:13        | Ike Anderson      | 0              |         |
| 1              | Mieczysław Tracz  | 3-0 P1  | 5:31        | Ibrahim Luksajri  | 1              |         |
| 2              | Habib Lakhal      | 0-3 PO  | 0-5         | Ahad Dżawan Saleh | 1              |         |
| 0              | Kamandar Madżydow | 3-0 P1  | 5:24        | An Dae-hyeon      | 1              |         |
| 1              | Gilles Jalabert   |         |             | Bez walki         |                |         |
| Runda 3        |                   |         |             |                   |                |         |
| 1              | Gilles Jalabert   | 3-1 PP  | 13-4        | Hu Guohong        | 2              |         |
| 0              | Ike Anderson      | 3-0 P1  | 3:21        | Ibrahim Luksajri  | 2              |         |
| 2              | Mieczysław Tracz  | 0-3 PO  | 0-3         | Kamandar Madżydow | 0              |         |
| 2              | Ahad Dżawan Saleh | 0-4 DQ  | 4:55        | An Dae-hyeon      | 1              |         |
| Runda 4        |                   |         |             |                   |                |         |
| 2              | Gilles Jalabert   | 0-3 P1  | 4:14        | Kamandar Madżydow | 0              |         |
| 1              | Ike Anderson      | 0-3 PO  | 0-2         | An Dae-hyeon      | 1              |         |
| Runda 5        |                   |         |             |                   |                |         |
| 2              | Ike Anderson      | 1-3 PP  | 1-2         | Kamandar Madżydow | 0              |         |
| 1              | An Dae-hyeon      |         |             | Bez walki         |                |         |

#### Klasyfikacja
| Zawodnik          | Przegrane | Runda | Punkty |
| ----------------- | --------- | ----- | ------ |
| Kamandar Madżydow | 0         | -     | 15     |
| An Dae-hyeon      | 1         | -     | 10     |
| Ike Anderson      | 2         | 5     | 10     |
| Gilles Jalabert   | 2         | 4     | 3      |
| Ahad Dżawan Saleh | 2         | 3     | 4      |
| Mieczysław Tracz  | 2         | 3     | 4      |
| Ibrahim Luksajri  | 2         | 3     | 3      |
| Hu Guohong        | 2         | 3     | 1      |
| Habib Lakhal      | 2         | 2     | 1      |

#### Grupa B
| Liczba porażek | Zawodnik           | Wynik    | Czas/Punkty | Zawodnik           | Liczba porażek |         |
| Runda 1        | Runda 1            | Runda 1  | Runda 1     | Runda 1            | Runda 1        | Runda 1 |
| -------------- | ------------------ | -------- | ----------- | ------------------ | -------------- | ------- |
| 1              | Jukka Loikas       | 1-3 PP   | 6-9         | Shigeki Nishiguchi | 0              |         |
| 0              | Żiwko Wangełow     | 3-0 PO   | 1-0         | Jenő Bódi          | 1              |         |
| 0              | Peter Behl         | 4-0 ST   | 15-0        | Carlos Fernández   | 1              |         |
| 0              | Hugo Dietsche      | 3-1 PP   | 3-2         | Zeki Şahin         | 1              |         |
| Runda 2        |                    |          |             |                    |                |         |
| 2              | Jukka Loikas       | 0-3 PO   | 0-7         | Żiwko Wangełow     | 0              |         |
| 1              | Shigeki Nishiguchi | 0-3 PO   | 0-7         | Jenő Bódi          | 1              |         |
| 1              | Peter Behl         | 0-3 P1   | 4:59        | Hugo Dietsche      | 0              |         |
| 2              | Carlos Fernández   | 0-3.5 SO | 0-12        | Zeki Şahin         | 1              |         |
| Runda 3        |                    |          |             |                    |                |         |
| 2              | Shigeki Nishiguchi | 0-4 TF   | 1:06        | Żiwko Wangełow     | 0              |         |
| 1              | Jenő Bódi          | 3-1 PP   | 4-1         | Hugo Dietsche      | 1              |         |
| 1              | Peter Behl         | 3-0 P1   | 4:07        | Zeki Şahin         | 2              |         |
| Runda 4        |                    |          |             |                    |                |         |
| 0              | Żiwko Wangełow     | 4-0 TF   | 2:14        | Hugo Dietsche      | 2              |         |
| 1              | Jenő Bódi          | 3-1 PP   | 10-1        | Peter Behl         | 2              |         |

#### Klasyfikacja
| Zawodnik           | Przegrane | Runda | Punkty |
| ------------------ | --------- | ----- | ------ |
| Żiwko Wangełow     | 0         | -     | 14     |
| Jenő Bódi          | 1         | -     | 9      |
| Peter Behl         | 2         | 4     | 8      |
| Hugo Dietsche      | 2         | 4     | 7      |
| Zeki Şahin         | 2         | 3     | 4.5    |
| Shigeki Nishiguchi | 2         | 3     | 3      |
| Jukka Loikas       | 2         | 2     | 1      |
| Carlos Fernández   | 2         | 2     | 0      |

### Runda finałowa[11]
| Zawodnik                  | Wynik                 | Czas/Punkty           | Zawodnik              |                       |
| Pojedynek o 7 miejsce     | Pojedynek o 7 miejsce | Pojedynek o 7 miejsce | Pojedynek o 7 miejsce | Pojedynek o 7 miejsce |
| ------------------------- | --------------------- | --------------------- | --------------------- | --------------------- |
| Gilles Jalabert           | 4-0 PA                |                       | Hugo Dietsche         |                       |
| Pojedynek o 5 miejsce     |                       |                       |                       |                       |
| Ike Anderson              | 1-3 PP                | 1-5                   | Peter Behl            |                       |
| Pojedynek o brązowy medal |                       |                       |                       |                       |
| An Dae-hyeon              | 3-0 P1                | 3:15                  | Jenő Bódi             |                       |
| Finał                     |                       |                       |                       |                       |
| Kamandar Madżydow         | 3-1 PP                | 6-2                   | Żiwko Wangełow        |                       |